# Annegret Krauskopf

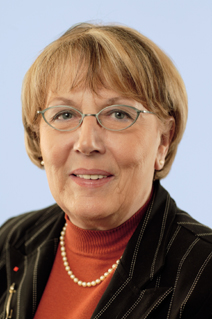
Annegret Krauskopf

Annegret Krauskopf (* 14. März 1944 in Essen) ist eine deutsche Politikerin (SPD). Sie war von 1995 bis 2010 Abgeordnete des Landtags von Nordrhein-Westfalen.

## Leben
Krauskopf besuchte nach der Fachhochschulreife im Jahr 1969 eine Fachschule für Sozialpädagogik. Seit dem 1. Oktober 1979 ist sie Mitglied der SPD, für die sie von 1988 bis 1993 Vorsitzende des Ortsvereins Gartenstadt-Jungferntal-Rahm in Dortmund war. Sie war Beisitzerin des Unterbezirksvorstands und Mitglied des Stadtbezirksvorstands Dortmund-Huckarde. Von 1989 bis 1995 war sie Mitglied des Rates der Stadt Dortmund, wo sie ab Mai 1990 dem Fraktionsvorstand angehörte. Ab 1994 war sie dort die Sprecherin der SPD im Ausschuss für Soziales, Familie und Wohnen, sowie von 1989 bis 1994 Mitglied im Ausschuss Städtische Kliniken und im Schulausschuss. Von 1989 bis 1994 war sie Mitglied des Ausländerbeirates. Seit 2004 ist sie Bundesvorsitzende des Vereins zur Förderung der Methode Puppenspiel in der Kriminal- und Verkehrsprävention (VPKV).
Krauskopf zog am 1. Juni 1995 in den Landtag von Nordrhein-Westfalen ein. Dort war sie von 1996 bis 2005 Vorsitzende des Ausschusses für Kinder, Jugend und Familie. Seit 2005 ist sie ordentliches Mitglied im Ausschuss für Generationen, Familie und Integration und im Kulturausschuss.